# Dímun
Dímun (także Stóra Dímun) – niewielka miejscowość na Wyspach Owczych, położona na Stóra Dímun, w gminie Skúvoy.

## Krótki opis

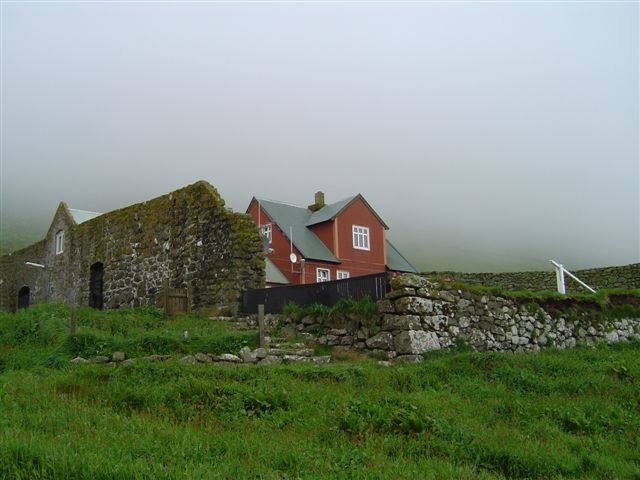
Farma Dímun i szczątki starego kościoła

Jest to jedyna osada na tej wyspie, posiadająca jedną farmę, gdzie mieszka ostatnia rodzina, która stamtąd nie odeszła. Dímun jest opuszczana przez słabe warunki do życia: brak łatwego środka transportu, odcięcie od świata. Cała wyspa należy do owej, farmerskiej rodziny, zamieszkującej osadę.

## Historia
Pozornie aktualny niedostatek ludności wskazywać może, iż wioska nigdy nie była popularna. Rozumowanie to jest błędne, bowiem osada ta zamieszkana była już w XIII wieku o czym świadczy Færeyinga Saga (pol. Saga o Farerczykach), umieszczając pochodzenie kilku bohaterów właśnie stamtąd. Opodal miała też toczyć się wielka bitwa. W tamtych czasach osadę mogło zamieszkiwać od kilku do kilkunastu rodzin. Dowodem na to mogą być do dziś szczątki kościoła z wczesnego Średniowiecza, który był jednym z pierwszych tego typu budowli na Wyspach.

## Demografia
Według danych Urzędu Statystycznego (I 2015 r.) jest 105. co do wielkości miejscowością Wysp Owczych.